# Fortificação alimentar
Fortificação alimentar ou enriquecimento de alimentos é o processo de adicionar micronutrientes (oligoelementos essenciais e vitaminas) aos alimentos . Pode ser realizado pelos fabricantes de alimentos ou pelos governos como uma política de saúde pública que visa reduzir o número de pessoas com deficiências alimentares em uma população. A dieta predominante em uma região pode carecer de nutrientes específicos devido ao solo local ou a deficiências inerentes aos alimentos básicos; nesses casos, a adição de micronutrientes a alimentos básicos e condimentos pode prevenir doenças por desnutrição em larga escala.
Conforme definido pela Organização Mundial da Saúde (OMS) e pela Organização Alimentar e Agrícola das Nações Unidas (FAO), a fortificação refere-se à "prática de aumentar deliberadamente o conteúdo de um micronutriente essencial, como vitaminas e minerais (incluindo oligoelementos) em um alimento, a fim de melhorar a qualidade nutricional do suprimento alimentar e proporcionar um benefício à saúde pública com risco mínimo à saúde ", enquanto o enriquecimento é definido como" sinônimo de fortificação e refere-se à adição de micronutrientes que são perdidos durante o processamento de um alimento".
A fortificação de alimentos foi identificada como a segunda estratégia de quatro pela OMS e FAO para começar a diminuir a incidência de deficiências nutricionais a nível global. Conforme descrito pela FAO, os alimentos mais comumente fortificados são cereais e produtos à base de cereais; leite e produtos lácteos; gorduras e óleos ; alimentos acessórios; chá e outras bebidas; e fórmulas infantis . Estima-se que a desnutrição e a deficiência de nutrientes causem a morte de 3 a 5 milhões de pessoas por ano no mundo.

## Tipos
Principais métodos de fortificação de alimentos:
1. Fortificação comercial e industrial (farinha de trigo, fubá, óleos de cozinha)
2. Biofortificação (cruzar culturas para aumentar seu valor nutricional, o que pode incluir cruza seletiva convencional e engenharia genética)
3. Fortificação residencial (exemplo: gotas de vitamina D) [4]

## Fundamentação
A OMS e a FAO, entre muitas outras organizações reconhecidas nacionalmente, reconheceram que existem mais de 2 bilhões de pessoas em todo o mundo que sofrem de uma variedade de deficiências de micronutrientes. Em 1992, 159 países comprometeram-se na Conferência Internacional da FAO / OMS em Nutrição a investir esforços para ajudar a combater as deficiências de micronutrientes, destacando a importância de diminuir o número de pessoas com deficiências de iodo, vitamina A e ferro. Uma estatística significativa que levou a essa preocupação foi a descoberta de que aproximadamente 1 em cada 3 pessoas no mundo estava em risco de deficiência de iodo, vitamina A ou ferro. Embora se reconheça que a fortificação de alimentos por si só não irá eliminar essas deficiências, é um passo para reduzir a prevalência dessas deficiências e suas condições de saúde associadas.
No Canadá, o Regulamento de Alimentos e Medicamentos elaborou critérios específicos que justificam a fortificação de alimentos:
1. Substituir os nutrientes perdidos durante a fabricação do produto (por exemplo, fabricação de farinha[6] )
2. Atuar como uma intervenção de saúde pública
3. Para garantir a equivalência nutricional de alimentos substitutos (por exemplo, para tornar a manteiga e a margarina com conteúdo semelhante, leite de soja e leite de vaca, etc.) )
4. Garantir a composição adequada de nutrientes vitamínicos e minerais dos alimentos para fins dietéticos especiais (por exemplo, produtos sem glúten, baixo teor de sódio ou quaisquer outros produtos projetados especificamente para os requisitos alimentares especiais de um indivíduo).

Existem também várias vantagens em abordar as deficiências nutricionais entre as populações através da fortificação de alimentos, em relação a outros métodos. Dentre elas pode-se citar: tratar uma população sem intervenções dietéticas específicas, portanto, não requerendo uma mudança nos padrões alimentares, a entrega contínua do nutriente, a não-necessidade de cooperação ativa do indivíduo e o potencial de manter os estoques de nutrientes de forma mais eficiente se consumidos regularmente.

## Crítica
Várias organizações como a OMS, FAO, Health Canada e Nestlé Research reconhecem que existem limitações à fortificação de alimentos. A fortificação de nutrientes nos alimentos pode fornecer quantidades excessivas de nutrientes para alguns indivíduos, com consequentes efeitos colaterais. Um exemplo é o flúor, que pode causar manchas irreversíveis nos dentes. Outro exemplo é o ferro, pois a fortificação destinada a beneficiar as mulheres pode resultar em um consumo excessivo de ferro pelos homens.
A OMS afirma que as limitações à fortificação de alimentos podem incluir questões de direitos humanos, devido ao direito que consumidores têm de escolher se desejam ou não produtos fortificados, ao potencial de demanda insuficiente do produto fortificado, ao aumento dos custos de produção e aumento dos custos de varejo, à possibilidade que os produtos fortificados ainda não sejam uma solução para deficiências nutricionais entre populações de baixa renda que talvez não consigam comprar o novo produto e crianças que talvez não consigam consumir quantidades adequadas do mesmo.

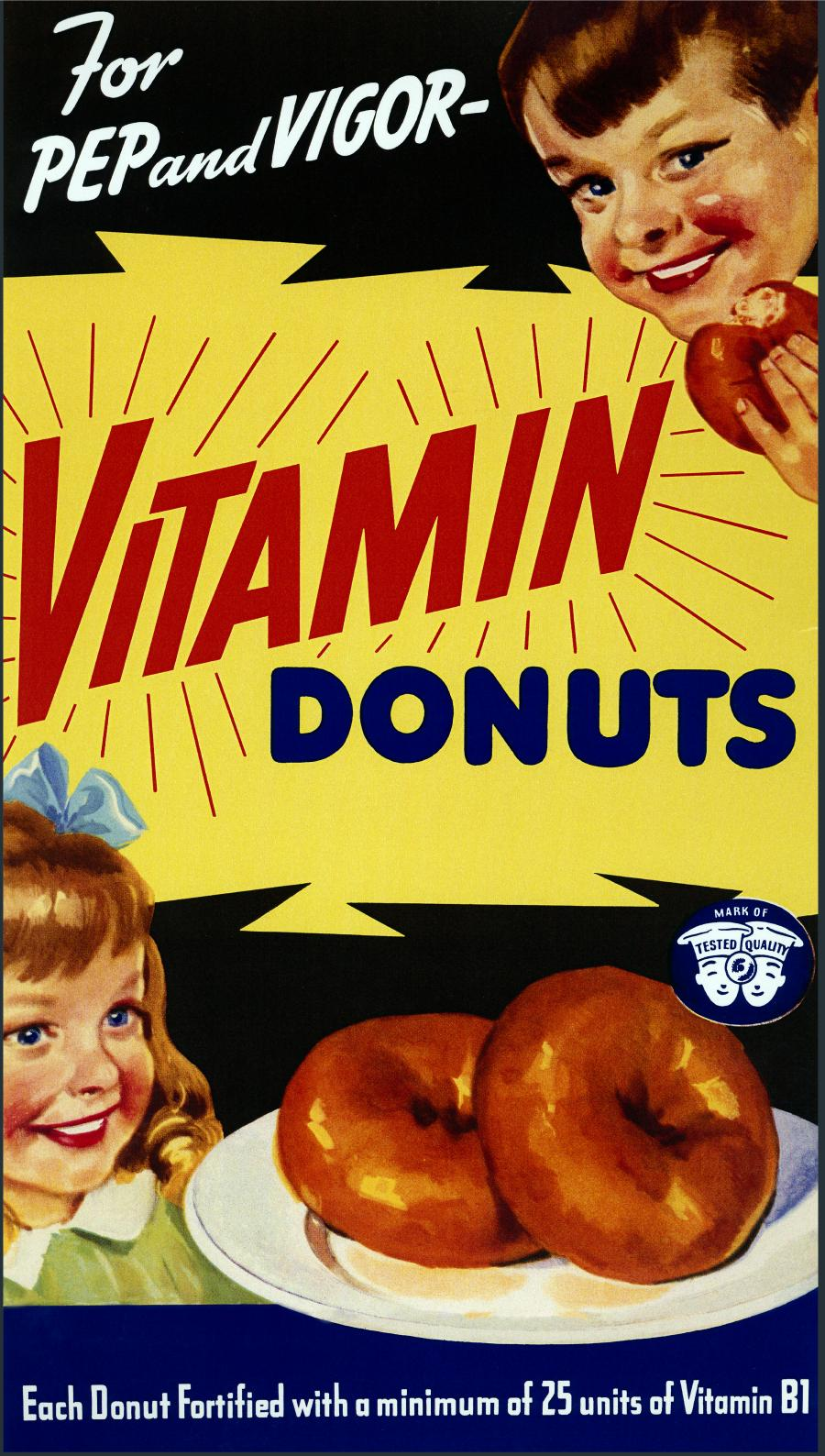
Os fabricantes propuseram a venda de junk food e cerveja fortificados, mas as políticas da USFDA da época o proibiam

Além das críticas à fortificação exigida pelo governo, as empresas de alimentos foram criticadas pelo enriquecimento indiscriminado de alimentos para fins de marketing. As preocupações com a segurança alimentar levaram Dinamarca em 2004 a restringir sua legislação para alimentos enriquecidos com vitaminas ou minerais extras. Produtos proibidos incluem: Rice Krispies, Shreddies, Horlicks, Ovaltine e Marmite .

### Absorção limitada
Um fator que limita os benefícios da fortificação de alimentos é que nutrientes isolados adicionados de volta a um alimento processado que teve muitos de seus nutrientes removidos nem sempre resultam em nutrientes adicionados tão biodisponíveis quanto seriam no alimento original original. Um exemplo é o leite desnatado que removeu a gordura e depois adicionou vitamina A e vitamina D. As vitaminas A e D são lipossolúveis e não hidrossolúveis; portanto, uma pessoa que consome leite desnatado na ausência de gorduras pode não ser capaz de absorver tantas dessas vitaminas quanto seria possível absorver ao consumir leite integral. Por outro lado, o nutriente adicionado como fortificante pode ter uma biodisponibilidade mais alta que a dos alimentos, como é o caso do ácido fólico usado para aumentar a ingestão de folato.
Fitoquímicos, como o ácido fítico em grãos de cereais, também podem afetar a absorção de nutrientes, limitando a biodisponibilidade de nutrientes intrínsecos e adicionais e reduzindo a eficácia dos programas de fortificação.

### Diferentes formas de micronutrientes
Há uma preocupação de que os micronutrientes sejam legalmente definidos de tal maneira que não façam distinção entre formas diferentes, e que alimentos fortificados geralmente tenham nutrientes em uma balança que não ocorreria naturalmente. Por exemplo, nos EUA, os alimentos são enriquecidos com ácido fólico, que é uma das muitas formas naturais de folato e que contribui apenas com uma pequena quantidade para os folatos que ocorrem nos alimentos naturais. Em muitos casos, como no folato, é uma questão em aberto se há ou não benefícios ou riscos no consumo de ácido fólico dessa forma.
Em muitos casos, os micronutrientes adicionados aos alimentos fortificados são sintéticos.
Em alguns casos, certas formas de micronutrientes podem ser ativamente tóxicas em doses suficientemente altas, mesmo que outras formas sejam seguras nas mesmas doses ou em doses muito mais altas. Existem exemplos dessa toxicidade nas formas sintéticas e naturais de vitaminas. O retinol, a forma ativa da vitamina A, é tóxico em uma dose muito menor do que outras formas, como o beta-caroteno. A menadiona, uma forma sintética eliminada da vitamina K, também é conhecida por ser tóxica.

## Exemplos de fortificação em alimentos
Muitos alimentos e bebidas em todo o mundo foram fortificados, seja uma ação voluntária dos desenvolvedores do produto ou por lei. Embora alguns possam ver essas adições como esquemas estratégicos de marketing para vender seus produtos, há muito trabalho que deve ser feito em um produto antes de simplesmente fortalecê-lo. Para fortalecer um produto, é necessário primeiro provar que a adição dessa vitamina ou mineral é benéfica à saúde, segura e um método eficaz de administração. A adição também deve obedecer a todos os regulamentos de alimentos e rotulagem e apoiar a lógica nutricional. Do ponto de vista de um desenvolvedor de alimentos, eles também precisam considerar os custos associados a esse novo produto e se haverá ou não um mercado para apoiar a mudança.
A Iniciativa de Fortificação de Alimentos lista todos os países do mundo que realizam programas de fortalecimento, e dentro de cada país, quais nutrientes são adicionados a quais alimentos e se esses programas são voluntários ou obrigatórios. Existem programas de fortificação de vitaminas em um ou mais países para folato, niacina, riboflavina, tiamina, vitamina A, vitamina B 6, vitamina B 12, vitamina D e vitamina E. Os programas de fortificação mineral incluem cálcio, fluoreto, iodo, ferro, selênio e zinco. . Em 21 de dezembro de 2018, 81 países exigiam fortificação alimentar com uma ou mais vitaminas.  A vitamina mais comumente fortificados – como usado em 62 países – é folato; o alimento fortificado mais comum é a farinha de trigo. Exemplos de alimentos e bebidas fortificados:

### Sal iodado
" O distúrbio de deficiência de iodo (IDD) é a maior causa de retardo mental evitável. Deficiências graves causam cretinismo, natimortalidade e aborto. Mas mesmo uma deficiência leve pode afetar significativamente a capacidade de aprendizado das populações. [...] Hoje, mais de 1 bilhão de pessoas no mundo sofrem de deficiência de iodo, e 38 milhões de bebês nascidos a cada ano não são protegidos contra danos cerebrais devido ao IDD ". —Kul Gautam, Diretor Executivo Adjunto, UNICEF, outubro de 2007
O sal iodado tem sido usado nos Estados Unidos desde antes da Segunda Guerra Mundial . Foi descoberto em 1821 que o bócio podiam ser tratados com o uso de sais iodados. No entanto, não foi até 1916 que o uso de sais iodados poderia ser testado em um estudo de pesquisa como uma medida preventiva contra o bócio . Em 1924, o sal iodado tornou-se prontamente disponível nos EUA. Atualmente no Canadá e nos EUA, a RDA para iodo é tão baixa quanto 90   µg / dia para crianças (4-8 anos) e até 290   µg / dia para mães que amamentam.
As doenças associadas à deficiência de iodo incluem: retardo mental, hipotireoidismo e bócio . Há também o risco de várias outras anormalidades de crescimento e desenvolvimento.

### Folato
O folato (como ingrediente da fortificação, ácido fólico) atua na redução dos níveis de homocisteína no sangue, formando glóbulos vermelhos, garantindo o crescimento e a divisão adequados das células e prevenindo defeitos no tubo neural (DTN). Em muitos países industrializados, a adição de ácido fólico à farinha impediu um número significativo de DTN em bebês. Dois tipos comuns de DTN, espinha bífida e anencefalia, afetam aproximadamente 2500-3000 crianças nascidas nos EUA anualmente. Estudos de pesquisa demonstraram a capacidade de reduzir a incidência de DTNs suplementando mães grávidas com ácido fólico em 72%.

### Niacina
A niacina foi adicionada ao pão nos EUA desde 1938 (quando a adição voluntária começou), um programa que reduzia substancialmente a incidência de pelagra . A pelagra foi vista entre famílias pobres que usavam o milho como principal alimento da dieta. Embora o próprio milho contenha niacina, ele não é uma forma biodisponível, a menos que seja submetido à nixtamalização (tratamento com álcalis, tradicional nas culturas nativas americanas) e, portanto, não estava contribuindo para a ingestão geral de niacina.
A principal doença causada pela falta de niacina é a pelagra, que consiste em sinais e sintomas chamados de três D's - "dermatite, demência e diarreia". Outras podem incluir doenças vasculares ou gastrointestinais.  Doenças comuns que apresentam alta frequência de deficiência de niacina: alcoolismo, anorexia nervosa, infecção pelo HIV, gastrectomia, distúrbios de má absorção, certos tipos de câncer e seus tratamentos associados.

### Vitamina D
Como a vitamina D é uma vitamina solúvel em gordura, ela não pode ser adicionada a uma ampla variedade de alimentos. Os alimentos aos quais é comumente adicionado são margarina, óleos vegetais e laticínios. No final do século XIX, após a descoberta das condições de cura do escorbuto e beribéri, os pesquisadores procuravam verificar se a doença, mais tarde conhecida como raquitismo, também poderia ser curada por alimentos. Seus resultados mostraram que a exposição à luz solar e o óleo de fígado de bacalhau eram a cura. Não foi até a década de 1930 que a vitamina D estava realmente ligada à cura do raquitismo . Essa descoberta levou à fortificação de alimentos comuns, como leite, margarina e cereais matinais, o que levou as estatísticas surpreendentes de aproximadamente 80 a 90% das crianças exibindo graus variados de deformações ósseas devido à deficiência de vitamina D a se tornar uma condição muito rara.
As doenças associadas à deficiência de vitamina D incluem raquitismo, osteoporose e certos tipos de câncer (mama, próstata, cólon e ovários). A deficiência também tem sido associada a riscos aumentados de fraturas, doenças cardíacas, diabetes tipo 2, doenças auto-imunes e infecciosas, asma e outros distúrbios sibilantes, infarto do miocárdio, hipertensão, insuficiência cardíaca congestiva e doença vascular periférica .

### Fluoreto
Embora o flúor não seja considerado um mineral essencial, é útil na prevenção de cáries e na manutenção da saúde bucal adequada. Em meados do século XX, descobriu-se que as cidades com alto nível de flúor no fornecimento de água estavam fazendo com que os dentes dos residentes apresentassem manchas marrons e uma estranha resistência à cárie dentária. Isso levou à fortificação do suprimento de água com flúor em quantidades seguras (ou redução dos níveis naturais) para manter as propriedades de resistência à cárie dentária, mas evitar a causa da mancha causada pela fluorose (uma condição causada pela ingestão excessiva de flúor). A ingestão diária recomendada definida para fluoreto varia de 0,7   mg / dia para crianças de 0 a 6 meses e 10   mg / dia para adultos acima de 19 anos.